# Pfarrkirche Elsarn im Straßertal

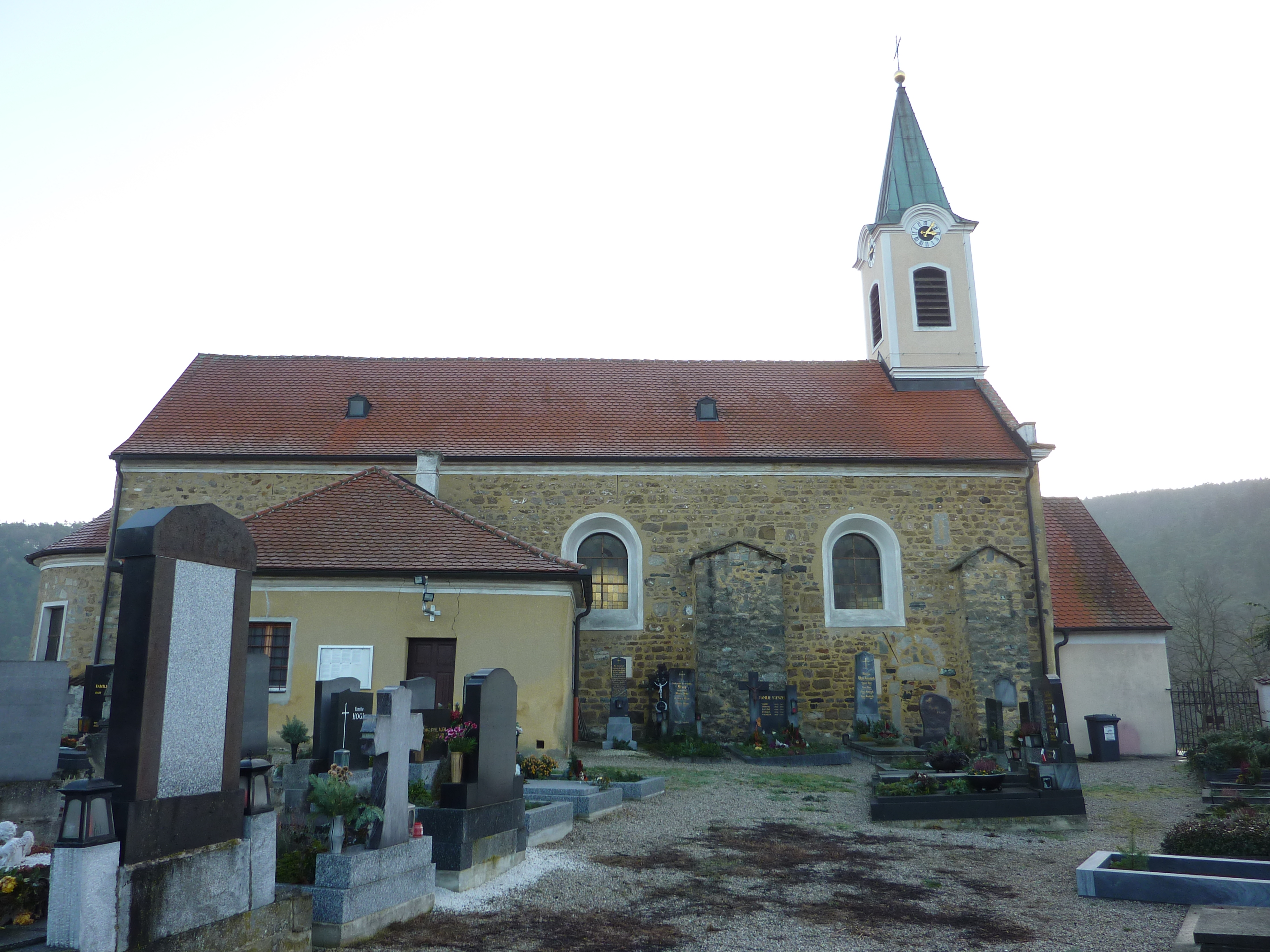
Kath. Pfarrkirche hl. Margarete in Elsarn im Straßertal

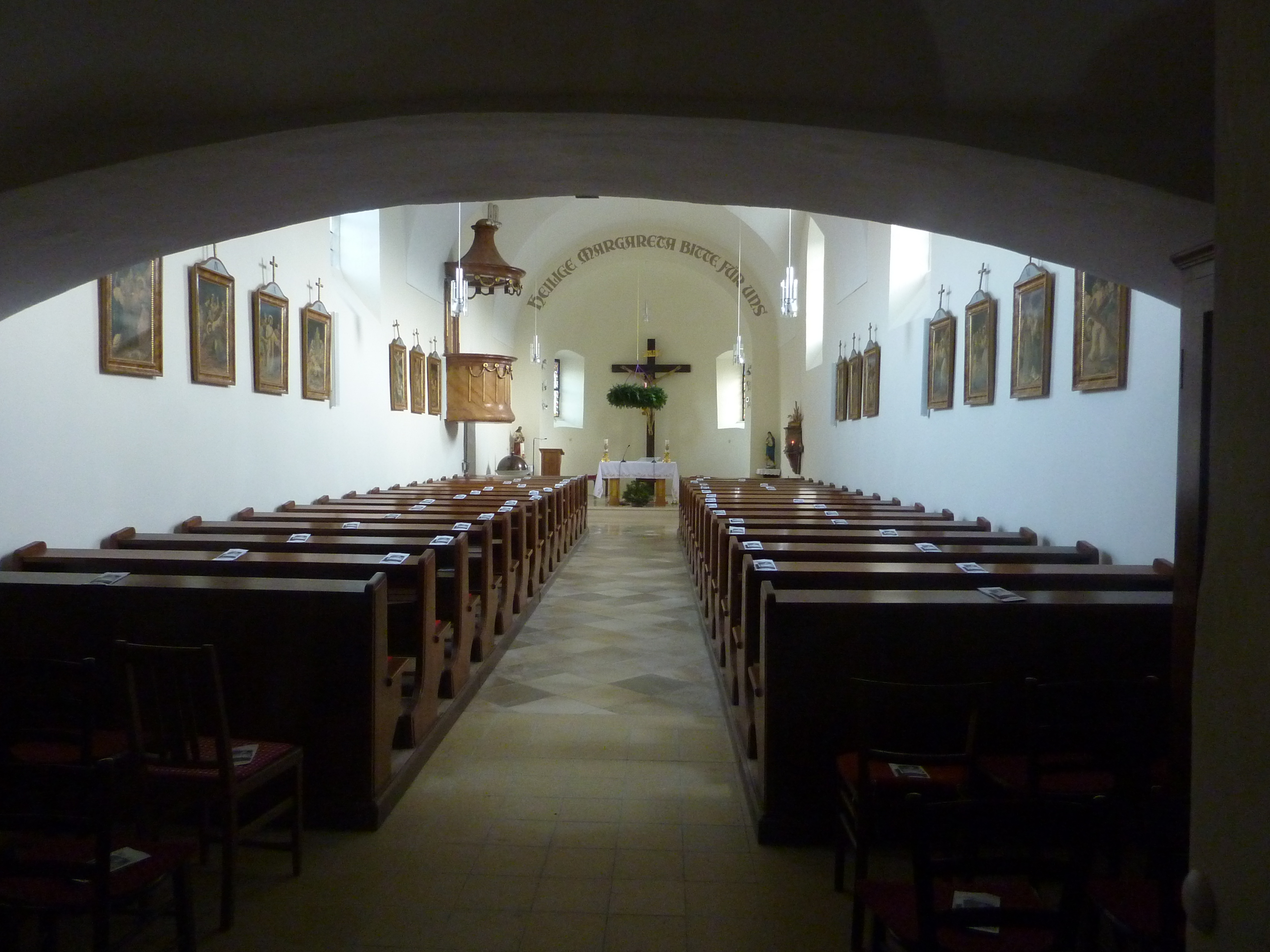
Im Langhaus zum Chor

Die römisch-katholische Pfarrkirche Elsarn im Straßertal steht im Osten erhöht über dem Ort Elsarn im Straßertal in der Marktgemeinde Straß im Straßertale im Bezirk Krems-Land in Niederösterreich. Die der heiligen Margareta geweihte Kirche gehört zum Dekanat Hadersdorf im Vikariat Unter dem Manhartsberg der Erzdiözese Wien. Die Kirche steht unter Denkmalschutz.

## Geschichte
Eine Kirche der Pfarre Mühlbach wurde 1157 urkundlich genannt. Im 15. bzw. 16. Jahrhundert eine eigene Pfarre wurde die Kirche 1566 eine Filiale der Pfarrkirche Straß im Straßertale. Von 1784 bis 1966 war sie erneut Pfarrkirche. 2016 wurden wieder zwei Pfarren, Straß und Elsarn, genannt (!).
Der Josephinische Saalbau wurde um 1784 erbaut. Nördlich wurde im Ende des 19. Jahrhunderts eine Sakristei angebaut. Der Portalvorbau ist aus 1957.

## Architektur
Der Kirchenbau ist ein Rechteckbau mit einer eingezogenen Apsis mit einem Dachreiter über der Westgiebelfront.
Der dreijochige kreuzgratgewölbte Saalraum hat im Westen eine gedrückte Orgelempore. Die Glasmalerei stammt aus dem Jahr 1903.

## Ausstattung
Der Altar mit Tabernakel und Engelstatuen ist aus dem letzten Viertel des 18. Jahrhunderts.
Die Orgel baute Johann M. Kauffmann (1907).